# Distretto del Sikkim Orientale
Il distretto del Sikkim Orientale è un distretto del Sikkim, in India, di 244 790 abitanti. Il suo capoluogo è Gangtok.